# Gajdy
Gajdy (deutsch Goyden) ist ein Dorf in der Woiwodschaft Ermland-Masuren im nordöstlichen Polen. Der Ort gehört zur Gmina Zalewo im Powiat Iławski.

## Geographie
Gajdy liegt in der Moränenlandschaft des Oberlands, etwa vier Kilometer westlich von Zalewo. Durch den Ort führt die Droga wojewódzka 519. Die Gemarkung grenzt im Süden an ein sehr ausgedehntes Waldgebiet (den ehemaligen Staatsforst Alt Christburg). Der heute namenlose Bach, der den Nordteil der Gemarkung entwässert, trug bis 1945 den Namen Kopernikusgraben.
Gajdzkie Góry (deutsch Goydener Berge): Eine Erhebung (Grundmoräne) an der Südgrenze der Gemarkung, deren höchster Punkt 143 Meter über dem Meeresniveau liegt.

## Geschichte
Goyden wurde vom Deutschen Orden als Hakenzinsdorf gegründet.
Im Jahre 1874 wurde die Landgemeinde Goyden in den Amtsbezirk Preußisch Mark im Landkreis Mohrungen eingegliedert. Die Grenzen der Gemeinde und die Zugehörigkeit zu diesem Amtsbezirk blieben bis 1945 unverändert.
Nach der Eingliederung in den polnischen Staat wurde Goyden zunächst in Gogowo und 1946 in Gajdy umbenannt. Der Ort wurde in die neugebildete Gmina Zalewo eingegliedert  Er ist heute Sitz eines Schulzenamtes dieser Gmina ohne weitere zugehörige Ortschaften.

## Persönlichkeiten
- Rudolf Stangnowski (1827–1890), Lehrer, Kolporteur und Baptistenprediger in Goyden